# Mohammad Sadeghi
Mohammad Sadeghi (persan : محمد صادقی) (né le 16 mars 1952 à Ahvaz en Iran) est un footballeur international iranien, qui évoluait au poste de milieu de terrain.

## Biographie

### Carrière en sélection
Avec l'équipe d'Iran, il joue 37 matchs (pour 3 buts inscrits) entre 1972 et 1978. 
Il figure dans le groupe des sélectionnés lors de la coupe du monde de 1978.
Il participe également à la coupe d'Asie des nations de 1976, qu'il remporte, ainsi qu'aux JO de 1972

## Palmarès
Avec l'Iran, il remporte la Coupe d'Asie des nations 1976 en battant le Koweït en finale.